# 江平洋巳
江平 洋巳（えびら ひろみ、7月14日 - ）は、日本の漫画家。長崎県出身。
1998年、『デラコミ』（小学館）夏の号に掲載された「学園天国」で第42回小学館新人コミック大賞佳作を受賞し、デビュー。代表作として『恋ひうた』がある。

## 作品リスト
- サイクロプス（全2巻）
- はじまりはハロー
- ちぃちゃんとおばけ図書館
- 天の鳥 花の夢
- 白いバラの乙女
- ドリームスケープ（『月刊flowers』、2007年）
- 依姫綺譚（『凛花』、2007年 - 2011年、全3巻）
- 恋ひうた 和泉式部異聞（『月刊flowers』、2008年 - 2009年、全3巻）
- ディアーナ（『増刊flowers』、2013年 - 2014年、全1巻)
- 野球少年（『ビッグコミックスペリオール』2021年16号[2]、読切）
- 煌燿国後宮譚（『月刊flowers』2022年5月号[3] - 2022年9月号、2025年5月号[4] - 、『増刊flowers』2022年冬号 - 2024年冬号、既刊3巻） - 読み切りシリーズから連載化[3]、集中連載→連載[4]